# Cylindromyia obscura
Cylindromyia obscura là một loài ruồi trong họ Tachinidae.